# Polymorphus boschadis
Polymorphus boschadis es una especie de acantocéfalo del género Polymorphus, familia Polymorphidae. Fue descrita inicialmente por Schrank en 1788 dentro del género Echinorhynchus, pero luego fue transferida al género Polymorphus por Railliet en 1919. Se encuentra en Europa, Asia del Norte y América del Norte.